# Gustav Peter Wöhler

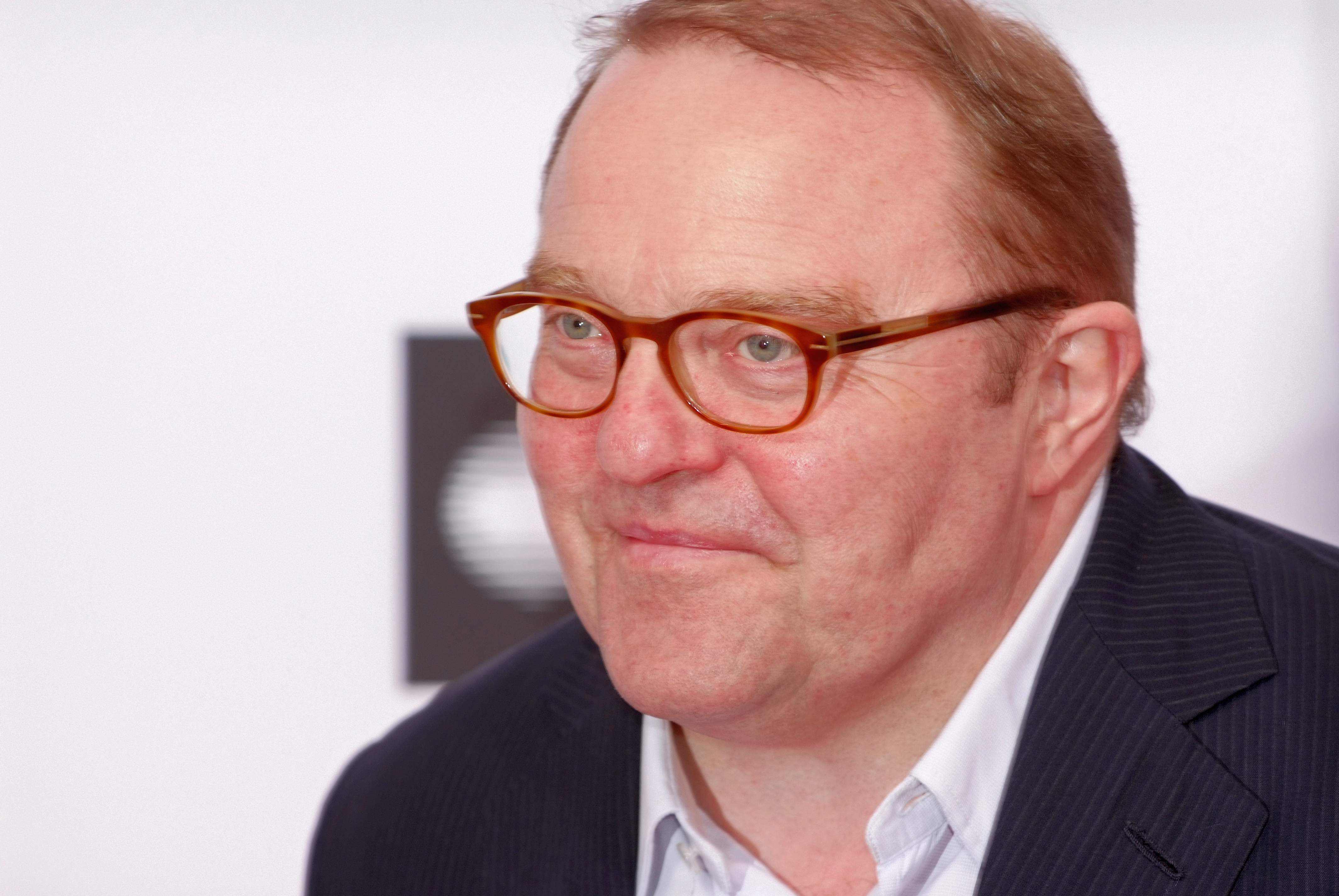
Gustav Peter Wöhler bei der Verleihung des Studio Hamburg Nachwuchspreises 2012

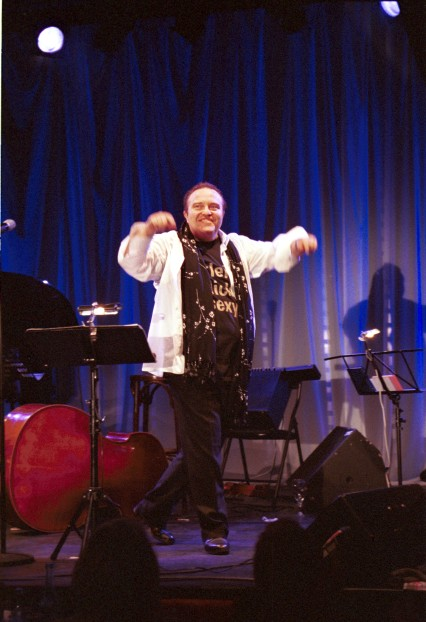
Im Konzert

Gustav Peter Wöhler (* 31. Juli 1956 in Bielefeld) ist ein deutscher Schauspieler, Sänger und Hörspielsprecher.

## Leben und Wirken
Die Eltern von Gustav Peter Wöhler besaßen eine Gaststätte in Eickum bei Herford. Nach einer Lehre zum Großhandelskaufmann wollte er eigentlich Sozialpädagogik studieren. Doch sein Religionslehrer hatte sein Talent erkannt und half ihm, die Eignungsprüfung für die Schauspielschule zu bestehen.
Nach seiner Ausbildung an der Westfälischen Schauspielschule Bochum ging er zunächst an das Schauspielhaus Bochum zu Claus Peymann.

Zunächst wurde Gustav Peter Wöhler vor allem für komische Rollen eingesetzt. Dies führte zu einem Minderwertigkeitskomplex, den er erst durch die Zusammenarbeit mit Peter Zadek am Deutschen Schauspielhaus in Hamburg abzulegen begann: 

„Peter Zadek, dem ich meine größten Theatererlebnisse verdanke, sagte später, er hätte noch nie so gelacht wie bei mir. Das änderte mein Selbstbewusstsein.“

Im Rahmen der Nibelungenfestspiele 2009 in Worms stand Wöhler in Das Leben des Siegfried als Gunther auf der Bühne. Nach dem plötzlichen Tod von Dirk Bach übernahm er an dessen Stelle im Oktober 2012 die Titelrolle im Theaterstück Der kleine König Dezember nach dem gleichnamigen Buch von Axel Hacke am Berliner Schlossparktheater.
Daneben ist Gustav Peter Wöhler auch in vielen Fernseh- und Kinoproduktionen zu sehen, so etwa in SK Kölsch, Bella Block und in Erleuchtung garantiert von Doris Dörrie. 2015 spielte Wöhler die Titelrolle in Herman the German von Michael Binz, der beim Filmfestival Max Ophüls Preis den Publikumspreis für den besten Kurzfilm erhielt.
Wöhlers zweite Leidenschaft ist die Musik. Mit seiner Gustav Peter Wöhler-Band interpretiert er Klassiker aus Jazz, Pop, Rock und Reggae neu und feierte damit große Erfolge. Mittlerweile sind vier CDs erschienen, im Dezember 2005 wurde eine Live-DVD veröffentlicht. Die Gustav Peter Wöhler-Band tourt regelmäßig durch ganz Deutschland und war zuletzt beim 3-SAT-Festival 2022 im TV zu sehen.
Im Jahr 2019 sang er auch die Hauptrolle Tevje im Musical Anatevka bei den Schlossfestspielen Schwerin 2019.  Im Sommer 2020 trat er in der Rolle des „Dicken Vetters“ bei den Salzburger Festspielen unter der Regie von Michael Sturminger im Jedermann auf.
Mit seinem Mann Albert Wiederspiel lebt er (Stand: März 2024) in Berlin-Charlottenburg. Im Februar 2021 nahm er an der Initiative #actout im SZ-Magazin mit 184 anderen homo- und bisexuellen, queeren, nichtbinären und transgenderen Schauspielern teil.

## Auszeichnungen
- 2013: Deutscher Hörbuchpreis als Bester Interpret in Vielen Dank für das Leben von Sibylle Berg.

## Diskografie
- 2002: Gustav Peter Wöhler-Band - (Live-Album)
- 2004: Across The Universe
- 2006: Gangster of  Love - (Live-Album)
- 2006: Liebe Stärke Mitgefühl - mit Kai Fischer
- 2009: Get Back - Live in Hamburg - (Live-Album)
- 2011: Boys Don’t Cry - Live in Hamburg - (Live-Album)
- 2013: Wegen mir - Label Kurtmusik@Kurtbuero - (Studio-Album)
- 2016: Shake A Little - (Studio-Album)

## Filmografie (Auswahl)
- 1993: Die Denunziantin (Kino)
- 1993: Wehner – die unerzählte Geschichte
- 1993–2005: Adelheid und ihre Mörder (Fernsehserie, verschiedene Rollen, 3 Folgen)
- 1993–1995: Alles außer Mord (Fernsehserie, 12 Folgen)
- 1994–1995: Einsatz für Lohbeck
- 1994: Bella Block: Die Kommissarin (Fernsehreihe)
- 1995: Evelyn Hamanns Geschichten aus dem Leben – Das Traumhaus
- 1998: Tatort – Ein Hauch von Hollywood (Fernsehreihe)
- 1998: Bin ich schön? (Kino)
- 1999–2006: SK Kölsch (Fernsehserie, 81 Folgen)
- 1999: Long Hello & Short Goodbye (Kino)
- 1999: Absolute Giganten (Kino)
- 1999: Polizeiruf 110 – Über den Dächern von Schwerin (Fernsehreihe)
- 1999: Tatort – Traumhaus
- 1999: Erleuchtung garantiert (Kino)
- 2000: Deutschlandspiel
- 2001: Der Zimmerspringbrunnen (Kino)
- 2001: Invincible – Unbesiegbar (Invincible, Kino)
- 2002: Andreas Hofer – Die Freiheit des Adlers
- 2002: Großstadtrevier (Fernsehserie, Folge Kleiner Mann, was nun?)
- 2003: Nachtschicht – Amok! (Fernsehreihe)
- 2003: Donna Leon – Venezianisches Finale (Fernsehreihe)
- 2003: Das Wunder von Lengede
- 2003–2017: SOKO Köln (Fernsehserie, verschiedene Rollen, 3 Folgen)
- 2004: Derrick – Die Pflicht ruft! (Sprechrolle)
- 2004: Meine Eltern (Kurzfilm)
- 2005: Der Fischer und seine Frau (Kino)
- 2005: Urlaub vom Leben (Kino)
- 2006: Polizeiruf 110 – Die Mutter von Monte Carlo
- 2006: Das Glück klopft an die Tür
- 2006: Freundinnen fürs Leben
- 2006: 7 Zwerge – Der Wald ist nicht genug (Kino)
- 2006: Der Bulle von Tölz: Keiner kennt den Toten
- 2007: Stellungswechsel (Kino)
- 2007: Küstenwache (Fernsehserie, Folge Alles hat seinen Preis)
- 2008: Schade um das schöne Geld
- 2008: Eine Nacht im Grandhotel
- 2008: Einheitsmelodie (Kurzfilm)
- 2008: Dornröschen
- 2008: Was wenn der Tod uns scheidet? (Kino)
- 2009: Soul Kitchen
- 2009: Tatort – Schiffe versenken
- 2009: SOKO Leipzig (Fernsehserie, Folge Wettlauf mit dem Tod)
- 2009: Es liegt mir auf der Zunge
- 2009: Die Blücherbande
- 2009: Einsatz in Hamburg – Tödliches Vertrauen (Fernsehreihe)
- 2011: Familie macht glücklich
- 2011: Stankowskis Millionen
- 2011: Einsatz in Hamburg – Der Tote an der Elbe
- 2011: Als der Weihnachtsmann vom Himmel fiel
- 2012: Sesamstraße präsentiert: Das Geheimnis der Blumenfabrik
- 2012: Sams im Glück
- 2013: BlitzBlank
- 2013: Der Staatsanwalt (Fernsehserie, Folge Die lieben Nachbarn)
- 2013: Danni Lowinski (Fernsehserie, Folge Der letzte Tanz)
- 2013: Verbrechen nach Ferdinand von Schirach (Fernsehserie, 2 Folgen)
- 2014: Amour Fou (Kino)
- 2014: Der 7bte Zwerg (Sprechrolle)
- 2014: Charlottes Welt – Geht nicht, gibt’s nicht
- 2014: Siebenschön
- 2015: Herman the German (Kurzfilm)
- 2015: Schuld nach Ferdinand von Schirach (Fernsehserie, Folge Schnee)
- seit 2015: Nordholm (Filmreihe)
  - 2015: Tod eines Mädchens (Fernsehzweiteiler)
  - 2019: Die verschwundene Familie (Fernsehzweiteiler)
  - 2020: Das Mädchen am Strand (Fernsehzweiteiler)
  - 2023: Die Frau im Meer (Fernsehzweiteiler)
- 2015: Kommissar Marthaler – Ein allzu schönes Mädchen (Fernsehreihe)
- 2015: Hans im Glück
- 2015: Das Kloster bleibt im Dorf
- 2016: SOKO München (Fernsehserie, Folge Jackpot)
- 2016: Die Akte General
- 2016: Winnetou – Der Mythos lebt (Fernsehdreiteiler, 2 Folgen)
- 2017: Viel zu nah
- 2017: Angst – Der Feind in meinem Haus
- 2018: Nachtschicht – Es lebe der Tod
- 2018: 1918 Aufstand der Matrosen (Doku-Drama)
- 2019: Totengebet (Fernsehfilm)
- 2019: Größer als im Fernsehen
- 2020: Professor T. (Fernsehserie, 2 Folgen)
- 2021: Kroymann (Satiresendung, 1 Folge)
- 2021: Nord Nord Mord – Sievers und das mörderische Türkis
- 2022: Die Geschichte der Menschheit – leicht gekürzt
- 2022: Die Kanzlei (Fernsehserie, Folge Wechselspiel)
- 2022: Oskars Kleid
- 2024: Mordnacht
- 2025: Nachtschicht - Der Unfall

## Hörspiele (Auswahl)
- 2008: Matthias Wittekindt: Tod eines Tauchers (ARD Radio Tatort) – Regie: Norbert Schaeffer, NDR, Der Hörverlag 2010, ISBN 978-3-867-17267-7
- 2009: Wassili Semjonowitsch Grossman: Leben und Schicksal (4 Teile) – Regie: Norbert Schaeffer, NDR
- 2010: John von Düffel:  Das fünfte Gebot (ARD Radio Tatort) – Regie: Christiane Ohaus, RB
- 2013: Tzimon Barto: Dots Fahrt im Leichenwagen – Regie: Christiane Ohaus, NDR
- 2016: Heinz Strunk: Der goldene Handschuh – Regie: Martin Zylka, NDR
- 2018: Marcel Proust: Sodom und Gomorrha – Regie: Iris Drögekamp, SWR/DLR
- 2018: Daniel Kehlmann: Tyll – Regie: Alexander Schuhmacher, WDR
- 2021: Inez Bjørg David: Wie im Märchen. Liebesgeschichte mit Prinzessin – Regie: Claudia Johanna Leist, WDR[14]
- 2021: Margaret Mitchell: Vom Wind verweht – Die Prissy Edition (26-teilige Hörspiel-Serie) – Regie: Jörg Schlüter, WDR[15]
- 2023: Anne-M. Keßel: Boudicca. Die Keltenkriegerin (8-teiliger Hörspiel-Podcast) – Regie: Martin Zylka, WDR[16]